# Minolta AF 50mm f/1.4
Minolta AF 50 F1.4 — нормальный объектив системы Minolta AF фирмы Minolta. 
Оригинальная версия объектива была выпущена в 1985 году. В 1990 году был несколько усовершенствован (версия RS). С 2006 года и по настоящее время усовершенствованная версия RS производится под маркой Sony, код — SAL-50F14. Один из самых светосильных объективов системы.